# 栃赤城雅男
栃赤城雅男（1954年10月31日—1997年8月18日），原名金谷雅男、日本群馬縣沼田市薄根町出身的前大相撲力士，身高182cm、體重140kg，最高位置是東關脇（1979年5月場所、9月場所、1980年3月場所），所屬的相撲部屋是春日野部屋。

## 來歷
金谷是一個和服店家庭的次子，高中時被春日野親方(橫綱栃錦清隆)勸誘學習相撲，故在高中畢業後加入春日野部屋。
1973年1月場所18歳時初土俵。3月場所以「金谷」為四股名於序之口正式比賽。在1976年11月場所晉級十兩，、1977年5月場所新入幕、因幕内昇進之機由「金谷」改名「栃赤城」。「栃赤城」四股名源於名峰赤城山。
他的最高軍銜是東關脇，他於1979年5月首次達到。不同尋常的是，即使他負越，他也在接下來的比賽中保持了排名，因為他下面的力士很少有足夠好的記錄來取代他。這是自1958年建立每年六本場所比賽系統以來的第一次。
在1979年11月場所，他擊敗了三位橫綱(輪島大士、若乃花幹士、三重乃海剛司)，全生涯有8次金星和四次殊勲賞和敢鬥賞，他也是少數擅長足技的力士，在1980年但候選成為大關但從未實現，但由於明顯厭惡艱苦訓練和吸煙習慣，他從未發揮出潛力。由於腿部受傷，他錯過了1980年5月的比賽，此後雙腳踝部都有慢性問題。此外，他的飲食狀況不佳，在職業生涯即將結束時患有糖尿病。1985年從十兩降級后，他在無薪幕下級別比賽了27個場所(4年3個月)，比其他任何前關脇都長。1990年1月，當他的師傅前橫綱栃錦去世時，他決定退役。
退休後他回家鄉經營和服店，1997年8月18日下午3時因急性心肌梗塞去世，享年42歲。